# Pimpinella valleculosa
Pimpinella valleculosa är en flockblommig växtart som beskrevs av Kun Tsun Fu. Pimpinella valleculosa ingår i släktet bockrötter, och familjen flockblommiga växter. Inga underarter finns listade i Catalogue of Life.